# Cees Kurpershoek
Cornelis Cees Kurpershoek (Amersfoort, 30 juni 1943) is een Nederlands voormalig zeiler.
Kurpershoek nam deel aan de Olympische Zomerspelen 1972 in de Tempest en werd met Ben Staartjes vijfde. In 1972 werd hij in deze klasse Europees kampioen en bij het wereldkampioenschap in 1970 won hij een zilveren medaille, beiden met Staartjes. 
per 2013 erelid van de Koninklijke Nederlandse Zeil en Roeivereniging. 
per 2020 Ridder in de orde van Oranje Nassau  